# Mischa Heemskerk
Mischa Heemskerk es un deportista neerlandés que compitió en vela en la clase Tornado. Ganó una medalla de bronce en el Campeonato Europeo de Tornado de 2002.

## Palmarés internacional
| \| Campeonato Europeo \| Campeonato Europeo \| Campeonato Europeo \| Campeonato Europeo \| \| Año \| Lugar \| Medalla \| Clase \| \| ------------------ \| -------------------- \| ------------------ \| ------------------ \| \| 2002 \| Vilamoura (Portugal) \| Medalla de bronce \| Tornado \| |                      |                   |         |
| Campeonato Europeo |                      |                   |         |
| Año | Lugar                | Medalla           | Clase   |
| 2002 | Vilamoura (Portugal) | Medalla de bronce | Tornado |